# 黃榮 (洪武舉人)
黃榮（14世紀—15世紀），字居仁，江西南康府建昌縣人，明朝政治人物。

## 生平
黃榮自歲貢入國子監，是洪武二十九年（1396年）丙子科應天鄉試舉人，候選時呈上試卷讓明太祖驚奇，授兵部車駕司主事，陞禮部員外郎、刑部郎中，以敏練稱職，出為廣西太平知府，因父母去世回鄉，永樂三年（1405年）服闋起為廣東韶州知府，守己而廉潔，行事公平，判案總瞭解實情，留心學校，親自考課勉勵生徒，宣德五年（1430年）任襄陽知府，去世後入祀韶州名宦祠。

## 引用
1. 1 2  同治《建昌縣志·卷八·人物志》：黃榮，字居仁，由歲貢入太學，中南都鄉試，候選部試呈卷，太祖奇之，擢授兵部車駕司主事，遷禮部員外郎、刑部郎中，以敏練稱職，任廣西太平知府，丁艱起廣東韶州府，以最調湖廣襄陽府，清正慈祥所在見思。
2. ↑  同治《建昌縣志·卷七·選舉志》：鄉舉……明……洪武二十九年丙子科……黃榮
3. ↑  光緒《韶州府志·卷二十八·宦績錄》：黃榮，南康人永樂三年為韶州知府，守己廉潔，行事公平，遇案牘蓄疑者必得其情而後已，尤惓惓於學校，躬自考課，勉勵生徒，多底成材，祀名宦。